# معجزة الدمام
معجزة الدمام هو اسم أُطلق على نتيجة مباراة ربع النهائي لكرة القدم بين منتخب نيجيريا لأقل من 20 عامًا واتحاد الجمهوريات الاشتراكية السوفياتية تحت 20 سنة في بطولة العالم للشباب 1989 التي أقيمت في السعودية، حيث فاز منتخب نيجيريا بركلات الترجيح.  خلقت المباراة رقماً قياسياً في كرة القدم، حيث أصبحت نيجيريا أول فريق يحقق التعادل بعد أن كان عليه أربعة أهداف، ثم تابع للفوز في إحدى مباريات كأس العالم على أي مستوى.

## المباراة

### ملخص
لعبت المباراة في ملعب الأمير محمد بن فهد بالدمام بحضور حوالي 10,000 متفرج، حيث تقدم الاتحاد السوفيتي بفارق أربعة أهداف في غضون 46 دقيقة بفضل هدفين من سيرجي كيرياكوف في الدقيقتين 30 و 58 وهدفين آخرين من باخفا تيدييف وأوليج سالينكو في الدقيقتين 45 و 46 على التوالي في مباراة متنازع عليها بشدة.
بعد مرور ثلاثين دقيقة على التفرغ سجلت نيجيريا هدفين بواسطة كريستوفر أوهنن في الدقيقتين 61 و 75، ومن ثم سجل صموئيل إيليا الهدف الثالث في الدقيقة 83 قبل أن يكمل كابتن الفريق النيجيري ندوكا أوغبايد العودة الرائعة بهدف في الدقيقة 84 لإنهاء المباراة بالتعادل. 

### تفاصيل
| الاتحاد السوفيتي                               | 4–4 (وقت إضافي) (3-5 ركلات جزاء ترجيحية) | نيجيريا                                       |
| ---------------------------------------------- | ---------------------------------------- | --------------------------------------------- |
| Kiriakov 30’, 58’ Tedeev 45’ أوليغ سالينكو 46’ | (تقرير)                                  | Ohenhen 61’, 75’ صموئيل إليجاه 83’ Ugbade 84’ |

### ملاحظة
- فازت نيجيريا بالمباراة بركلات الترجيح وحصلت على المركز الثاني في البطولة بعد خسارتها أمام البرتغال في النهائي. [2]